# Internationale Cricket-Saison 1876/77
Die internationale Cricket-Saison 1876/77 fand zwischen November 1876 und März 1877 statt. Als Wintersaison wurden vorwiegend Heimspiele der Mannschaften aus Südasien, der Karibik und Ozeanien ausgetragen.

## Überblick

### Internationale Touren
| Beginn        | Heimteam   | Auswärtsteam | Resultate | Artikel |
| Beginn        | Heimteam   | Auswärtsteam | Test      | Artikel |
| ------------- | ---------- | ------------ | --------- | ------- |
| 15. März 1877 | Australien | England      | 1–1 [2]   | Artikel |